# Korányi Dávid
Korányi Dávid (Budapest, 1980. december 18.) magyar közgazdász, diplomata, energiapiaci szakértő, Karácsony Gergely főpolgármester volt városdiplomáciai főtanácsadója, az Action for Democracy alapítója és ügyvezetője.

## Tanulmányai, pályafutása
Felsőfokú tanulmányait a Budapesti Corvinus Egyetemen végezte külügyi főszakirányon. 2006-ban szerzett közgazdász diplomát nemzetközi kapcsolatok szakon.
Pályafutását 1999-ben a GKI gazdaságkutató elemzőjeként kezdte. 2002–2004-ig a magyar Országgyűlés, Európai Ügyek Bizottsága, Külügyi Bizottságánál dolgozott szakértő gyakornokként, majd ezt követően az Európai Parlamentben tevékenykedett, mint Tabajdi Csaba szocialista európai parlamenti képviselő politikai főtanácsadója, kabinetfőnöke.
2009-től a Bajnai-kormányban a miniszterelnök kül- és biztonságpolitikai főtanácsadója, majd 2009 augusztusában a Miniszterelnöki Hivatal kül- és biztonságpolitikai szakállamtitkára lett. A kormányváltás után a washingtoni Atlantic Council eurázsiai energiaügyekért felelős igazgatója, valamint a Johns Hopkins Egyetem SAIS Transzatlanti Kapcsolatok Központjának kutatója volt. Szakterülete az eurázsiai régió energiapolitikája, a palagázban rejlő fejlődési lehetőségek, illetve az EU és Oroszország energiakapcsolatai voltak.
2019-ben Karácsony Gergely budapesti főpolgármester városdiplomáciai főtanácsadója lett, mely posztjáról 2022 szeptember végén lemondott. Az ő munkássága alatt jött létre Budapest kezdeményezésére a visegrádi négyek főpolgármestereit tömörítő Szabad Városok Szövetsége. Balázs Péterrel közösen megalapította a Budapesti Városdiplomáciai Akadémiát, melyet a budapesti városháza mellett a Német Szociáldemokrata Párt (SPD) pártalapítványa, a Friedrich Ebert Stiftung finanszírozott.

## Action for Democracy
Korányi 2021 folyamán kiköltözött az Egyesült Államokba[forrás?], ahol 2022 elején megalapította az Action for Democracy (AFD) elnevezésű szervezetet, melynek egyben ügyvezetője is lett. A szervezet tanácsadó testületében (Advisory Board) olyan demokrata-párthoz köthető közszereplők kaptak helyet, mint Kati Marton, Timothy Garton Ash, Anne Applebaum, Charles Gati, Simon Cheng, Wesley Clark tábornok vagy Francis Fukuyama.
A szervezet első nagyobb akcióját 2022. március 25-én tartotta, amikor is a New York-i Times Square egyik óriáskivetítőjén egy látványos animációval buzdították a világ magyarságát a 2022. április 3-i országgyűlési választásokon való részvételre. A videón golyóstollak társaságában a "HELP HUNGARIANS USE THEIR STRONGEST WEAPON" üzenet volt olvasható, majd a "DEMOCRACY IS UNDER ATTACK. TAKE ACTION NOW" felirat jelent meg.  Az eseménnyel kapcsolatban Korányi Dávid elmondta, hogy az Action for Democracy célja "a demokratikus értékrend védelme, ezért [a szervezet] szavazásra buzdító kampányt indít a nyugati diaszpórában élő magyarok számára az április 3-i országgyűlési választásokra." Korányi a 21 Kutatóközpont mérésére hivatkozva úgy nyilatkozott, hogy "akár 3-6 körzet is átbillenthet, ha elegendően voksolnak azok közül, akik az elmúlt években a lábukkal már szavaztak" – mondta, majd hozzátette "az Action for Democracy nem ad ki választási ajánlást, célja csupán a mozgósítás."
Az Action for Democracy ezt követően akkor került ismét a magyar sajtó érdeklődésének középpontjába, amikor 2022 szeptemberében Márki-Zay Péter nyilvánosan elismerte, hogy a 2022-es választási kampány során a Mindenki Magyarországa Mozgalom (MMM) támogatása egy részét az Egyesült Államokból finanszírozták. Ez az ellenzéki választási kampány teljes költségvetésének mintegy fele volt, azonban eltörpül a Fidesz államosított kampányának számaihoz képest. A finanszírozó az Action for Democracy volt, mely nyolc darab nagy összegű utalással küldte el az Egyesült Államokból a pénzt az MMM magyarországi bankszámlájára. Korányi Dávid a szervezet ügyvezetője elismerte, hogy a szervezet megalakítását a magyarországi választás inspirálta: a „demokratikus erőket próbáljuk erősíteni csatatérállamok, köztük Magyarország választásain”. Bár az AFD nyilatkozatban cáfolta, hogy az ellenzék kampányát finanszírozták volna, az MMM bevételeinél az AFD kulcsfontosságú forrás volt. Az Action for Democracy adatvédelmi okokra és az amerikai magánadományozókat védő törvényre hivatkozva nem tette közzé, hogy pontosan honnan és kiktől szereztek több millió dollárt; csupán annyit állítottak, hogy mikroadományokból gyűjtötték össze azt a pénzt, melyet az MMM számára átutaltak.
Az Action for Democracy az ügy kapcsán visszautasította a magyarországi választásokba való külföldi beavatkozás vádját. 2022. szeptember 12-én kelt közleményükben kifejtették, hogy szervezetüket „kizárólag a demokratikus eszmék és elvek iránti elkötelezettség vezérli” – és hozzátették, hogy "nemzeti kormányoktól és nemzetközi szervezetektől függetlenül dolgoznak, sok más globális szinten működő alapítványhoz és szervezethez hasonlóan." Egyúttal leszögezték, hogy "határozottan visszautasítanak minden olyan vádat, amely a választásokba való külföldi beavatkozással kapcsolatos". "Támogatásaink a demokratikus értékeket, a választásokon való részvételt és a választások tisztaságát célozzák. Célországainkban olyan szervezeteket támogatunk, amelyek pártoktól és választásoktól függetlenül élen járnak a demokráciáért folytatott harcban." A szervezet kitért arra is, hogy tanácsadó testületük tagjai személyes minőségükben adnak stratégiai jellegű, de nem operatív tanácsokat.
Az ügyben Tényi István feljelentésére sikkasztás és pénzmosás bűncselekmények alapos gyanúja miatt rendelt el nyomozást a BRFK, a vizsgálat lefolytatásával a Nemzeti Nyomozó Irodát bízta meg, amit a Magyar Nemzet írt meg. Mindeközben a Fidesz az Országgyűlés Nemzetbiztonsági Bizottságának soron kívüli összehívását sürgette és a választás tisztaságába, valamint Magyarország belügyeibe való beavatkozásnak minősítette a tengerentúlról érkezett kampánytámogatást. Novák Előd feljelentést tett amiatt, hogy hogyan szivároghattak ki az Országgyűlés nemzetbiztonsági bizottságának zárt üléséről az információk a kormánypárti Magyar Nemzethez az amerikai pénzek utáni titkosszolgálati vizsgálatról.
Korányi 2022 szeptember végén (de 2022. december 31-i hatállyal) lemondott a főpolgármester mellett működő városdiplomáciai csoport főtanácsadói posztjáról. Október 12-i Facebook bejegyzésében azt írta: elegem van abból, hogy „a magyar kormánypártok és propaganda médiájuk közellenséget próbál faragni belőlem, mert az általam alapított és vezetett Action for Democracy olyan magyar civil szervezeteket merészelt támogatni, amelyek a demokráciáért küzdenek”.

## Magánélete
2021-ben Budapesten feleségül vette Mihalik Enikőt, akivel 2020 februárjában ismerkedtek meg New Yorkban, majd a karantén idején is együtt éltek. A házasságot Karácsony Gergely főpolgármester előtt kötötték meg. 2021 márciusában felesége bejelentette, hogy júliusra gyermeket, kislányt vár.

## Jegyzet
1. ↑  https://regi.kozigazgatas.magyarorszag.hu/portretar/archivum/koranyidavid.html
2. 1 2  Korányi Dávid: Ha egy jövőre megalakuló ellenzéki kormányban megtalálna egy feladat, nem ugranék el előle. (Hozzáférés: 2022. október 6.)
3. ↑  Karácsony: Korányi Dávid megbízatását meg fogjuk szüntetni. (Hozzáférés: 2022. október 6.)
4. ↑  Városdiplomácia koronavírus idején: interjú Korányi Dáviddal, a budapesti városdiplomáciai csoport vezetőjével. (Hozzáférés: 2022. október 6.)
5. ↑  A BVDA hivatalos weboldala. (Hozzáférés: 2022. október 6.)
6. 1 2  Az Action for Democracy hivatalos honlapja. (Hozzáférés: 2022. október 6.)
7. 1 2  Korányi: Csak a diaszpórában élő magyarok pénzéből támogattuk az MMM-et. Telex.hu. (Hozzáférés: 2022. október 12.)
8. ↑  Action for Democracy targets Hungary & ‘kleptocratic autocrats’ (Democracy Digest, 2022. február 24., angol nyelven)
9. ↑  Szavazásra buzdítja a magyarokat az Action for Democracy a New York-i Times Square kivetítőjén. Youtube.com . (Hozzáférés: 2022. október 6.)
10. ↑  Magyaroknak üzen a New York-i Times Square kivetítőjén az Action for Democracy. media1.hu. [2022. október 6-i dátummal az eredetiből archiválva]. (Hozzáférés: 2022. október 6.)
11. ↑  Márky-Zay Péter elismeri a külföldi kampányfinanszírozást, és büszke rá. Infostart. (Hozzáférés: 2022. október 6.)
12. 1 2  Amerikai pénz és az ellenzék: kampányt még nem papíroztak le Magyarországon úgy, mint most. 24.hu. (Hozzáférés: 2022. október 6.)
13. ↑  Statement regarding accusations of A4D support and affiliation for Mindenki Magyarországa Mozgalom. actionfordemocracy.org. (Hozzáférés: 2022. október 6.)
14. ↑  Márki-Zay amerikai pénzei: az Action for Democracy a visszautasítja a választásokba való külföldi beavatkozás vádját. 24.hu. (Hozzáférés: 2022. október 6.)
15. ↑  Sikkasztás gyanúja miatt nyomoz a rendőrség az ellenzék amerikai pénzének ügyében. 24.hu. (Hozzáférés: 2022. október 6.)
16. ↑  Összehívná a Fidesz a nemzetbiztonsági bizottságot Márki-Zay Péter miatt. 24.hu. (Hozzáférés: 2022. október 6.)
17. ↑  Feljelentést tesz a Mi Hazánk a nemzetbiztonsági bizottság ülése után. Magyar Hang, 2022. október 8.
18. ↑  Karácsony: Korányi Dávid megbízatását meg fogjuk szüntetni. 24.hu. (Hozzáférés: 2022. október 6.)
19. ↑  Interjú Korányi Dáviddal a Telexben
20. ↑  Interjú Mihalik Enikővel a Nők Lapjában